# Mario Kopf
Mario Kopf (* 2. Oktober 1988 in Wien) ist ein österreichischer Journalist, Redakteur und Gestalter von Fernsehproduktionen mit dem Schwerpunkt auf Kabarett, Kleinkunst und Popmusik.

## Leben
Mario Kopf wurde 1988 in Wien geboren. Nach dem Magisterstudium Publizistik- und Kommunikationswissenschaft an der Universität Wien folgten diverse berufliche Stationen, u. a. bei Büchereien Wien, Falter Verlag, DER STANDARD oder Kurier.
Seit 2017 ist Mario Kopf bei ORF III Kultur und Information tätig. Zuerst redaktionell für das Büchermagazin „erLesen“ zuständig, obliegt ihm seit 2018 das Ressort Kleinkunst, Kabarett und Popmusik als Sendungsverantwortlicher. Zu den betreuten Sendungen zählen „Die Tafelrunde“, „Kabarett unter Sternen“, „DENK mit KULTUR“, Kleinkunst aus dem Orpheum Graz, „Kabarett im Turm“, „Dinner für Zwei“, „Soundcheck Österreich“, „Meine Bewunderung gilt…“, die TV-Live-Übertragungen vom Donauinselfest, Woodstock der Blasmusik, Purkersdorf open air oder Projekte wie der Kabarett-Nachwuchswettbewerb Ennser Kleinkunstkartoffel, „Erste Österreichische Indie Label Woche“ etc. Außerdem fungiert er als Gestalter von Dokumentationen und Porträts, die auf ORF 1, ORF 2 und ORF III gelaufen sind.

## Filmografie
- Erich Pröll – Leben für das Abenteuer (2019), ORF III[5]
- Alfred Dorfer – Das Beste zum 60. Geburtstag (2021), ORF III[6]
- Josef Hader – Die besten Momente zum 60. Geburtstag (2022), ORF III[7]
- Love, Peace & Blasmusik – Das Woodstock der Blasmusik 2022, ORF 2[8]
- Hubert von Goisern – Die letzte Tour (2023), ORF III[9]
- Fritz Schindlecker – Ein Stelldichein zum 70. Geburtstag (2023), ORF III[10]
- Thomas Stipsits – Das Beste zum 40. Geburtstag (2023), ORF III
- Roland Düringer – 60 Jahre Vollgas (2023), ORF 1[11]
- 5 Jahre Tafelrunde (2023), ORF III[12]
- Andrea Händler – 60 Jahre Königin des Kabaretts (2024), ORF III[13]
- Heimat des Austropop – 20 Jahre Purkersdorf Open Air (2024), ORF III[14]
- Viktor Gernot – Spiel, Satz und Sieg (2025), ORF 1 und ORF III[15]
- Gery Seidl – Mein Leben, ein Fest! (2025), ORF III[16]

## Auszeichnungen
Mario Kopf wurde vom Branchenmagazin Der Österreichische Journalist als „Hidden Star“ ausgezeichnet (Ausgabe 05/2020).